# Earl Wild
Earl Wild (* 26. November 1915 in Pittsburgh, Pennsylvania; † 23. Januar 2010 in Palm Springs, Kalifornien) war ein US-amerikanischer Pianist, Komponist und Dirigent.

## Leben

### Ausbildung
Earl Wild begann mit dem Klavierspiel im Alter von vier Jahren, bemaß aber den ersten Lehrern bis zum Alter von elf Jahren keine Bedeutung bei und bezeichnete sich insoweit als Autodidakt. Mit elf Jahren wurde er bis zu seinem Abschluss 1937 Schüler am Carnegie Institute of Technology bei dem Deutschen Selmar Janson, der bei Eugen d’Albert, Teresa Carreño und Xaver Scharwenka studiert hatte. 1934 konnte er durch das Preisgeld bei einem Kompositionswettbewerb ein Jahr Privatunterricht in New York City bei Egon Petri finanzieren. Über Jahrzehnte nahm er den Rat von Paul Doguereau in Boston an, der selbst ebenfalls bei Petri, Paderewski, Marguerite Long, Emil von Sauer, Józef Hofmann und Maurice Ravel studiert hatte. In den frühen 1950er Jahren, als Wild bereits lange als Konzertpianist tätig war, nahm er noch einige Stunden bei Helene Barere, die bei Felix Blumenfeld studiert hatte und die Witwe des russischen Virtuosen Simon Barere war. Ab 1957 beriet er sich einige Jahre mit Volya Cossack, die bei dem Leszetycki-Schüler Richard Buhlig und bei Isidore Philipp studiert hatte.

### Karriere
1937 wurde Wild Pianist bei der NBC, dadurch war er 1939 der erste, der einen im US-Fernsehen übertragenen Klavierabend gab. 1942 kam die allgemeine Bekanntheit durch den Solopart in Gershwins Rhapsody in Blue in einer Rundfunkübertragung unter Toscanini, die Wild fortan als „Gershwin-Spezialist“ gelten ließ – nicht unbedingt zu seinem Vorteil bei Kritik und Intellektuellen. Von 1942 bis 1944 gehörte er kriegsbedingt der United States Navy Band und dem U.S. Navy Symphony Orchestra an, in ersterer spielte er auch Flöte. 1946 wechselte er zur ABC, der er bis 1968 als Pianist, Dirigent und Komponist treu blieb. In den 60er Jahren entstanden außerdem bis heute legendäre Aufnahmen für Reader’s Digest, v. a. von virtuosen romantischen Klavierkonzerten, daneben war er als Dirigent unter anderem in Opernproduktionen zu sehen. 1997 war er der erste Pianist, von dem – durch Mithilfe der Informatik-Fakultät der Carnegie Mellon University –  ein Klavierabend im Internet gestreamt wurde.

### Lehrtätigkeit
Wild lehrte von 1964 bis 2005 an zahlreichen US-amerikanischen Konservatorien und Hochschulen:
- 1964    Eastman School of Music
- 1965–68 Penn State University
- 1977–87 Juilliard School
- 1982–84 Manhattan School of Music
- 1987–92 Ohio State University
- 1993–2005 Carnegie Mellon University

### Bedeutung
Wild war zu seiner guten Zeit einer der technisch besten Pianisten aller Zeiten. Schwierigkeiten scheinen in seinen legendären 60er-Jahre-Aufnahmen aller Rachmaninow-Konzerte, die er alle fünf zusammen (einschl. Paganini-Rhapsodie) innerhalb einer Woche einspielte, trotz außerordentlich hoher Tempi nicht zu existieren. In den USA ist Earl Wild, der für sechs aufeinander folgende US-Präsidenten (Coolidge bis Kennedy) spielte, durch seine jahrzehntelangen Fernseh-, Rundfunk- und Konzertauftritte und die lange Zeit erheblich bessere Erhältlichkeit seiner vielen Schallplattenaufnahmen deutlich populärer als in Europa, wo er nur in Frankreich, Monaco, England, Italien und den Niederlanden spielte. In Deutschland trat er nur im Jahr 1949 als Liedbegleiter in 10 Opernhäusern auf.

### Klaviere
Wild spielte ca. 50 Jahre auf Baldwin-Instrumenten (außer auf Tourneen in Europa), da ihm die amerikanischen Steinways zu schwergängig waren und zu viel Spieltiefe (Tastengang) hatten und ihm die Firma Baldwin außerdem einen guten technischen Service bot. Nachdem Baldwin nach der Jahrtausendwende wieder insolvent wurde, wechselte er im hohen Alter zu Shigeru Kawai.

### Diskographie
Seine Diskographie der Jahre 1939 bis 2005 umfasst 35 Klavierkonzerte, 26 Werke der Kammermusik und über 700 Solowerke. Sein Solorecital The Romantic Master zum Anlass seines 80. Geburtstag 1995 erhielt 1997 den Grammy als bestes klassisches Soloinstrument-Album ohne Orchester.

### Privatleben
Wild lebte offen homosexuell in Palm Springs, New York City und Columbus (Ohio). Sein Lebensgefährte war der 34 Jahre jüngere Michael Rolland Davis, den er 1972 kennengelernt hatte und der sein Manager, Produzent und Verleger wurde.

## Größere Kompositionen (Auswahl)
- Adventure for piano and orchestra (1938)
- Gershwin/Wild: 7 Virtuoso Etudes (1954/75):
  - Liza
  - Somebody Loves Me
  - The Man I Love
  - Embraceable You
  - Oh, Lady Be Good!
  - I Got Rhythm
  - Fascinatin' Rhythm (1975)
- Gershwin/Wild: Grande Fantasy on Porgy and Bess (1975)
- Gershwin/Wild: Improvisation in the form of Theme and Variations On Someone to Watch over Me (1989)
- Transkriptionen von Rachmaninow-Liedern (1981):
  - In the Silent Night (In der Stille der Nacht; В молчаньи ночи тайной), op 4/3
  - O, Cease thy Singing (Singe nicht, meine Schönheit; Не пой, красавица), op 4/4
  - The Harvest of Sorrow (Ernte des Kummers; Уж ты, нива моя!), op 4/5
  - The little Island (Die kleine Insel; Островок), op 14/2
  - Midsummer Nights (Sommernächte; Эти летние ночи), op 14/5
  - Do not grieve (Sei nicht traurig; О, не грусти), op 14/8
  - Floods of Spring (Frühlingsfluten; Весенние воды), op 14/11
  - Where Beauty Dwells (Wo Schönheit wohnt; Здесь хорошо), op 21/7
  - On the Death of a Linnet (Zum Tod eines Hänflings; На смерть чижика), op 21/8
  - Sorrow in Springtime (Kummer im Frühling; Как мне больно), op 21/12
  - To The Children (Für Kinder; К детям), op 26/7
  - The Muse (Die Muse; Муза), op 34/1
  - Vocalise, op 34/14
  - Dreams (Träume; Сон), op 38/5
- Sonata 2000 (2000)
- Variations on a Theme of Stephen Foster für Klavier und Orchester (Doo-Dah-Variations, 1991)

## Bücher
A Walk on the Wild Side. A Memoir by Virtuoso Pianist Earl Wild. Palm Springs: The Ivory Classics Foundation 2011. ISBN 978-0-5780746-9-6